# Erik Pačinda
Erik Pačinda (* 9. května 1989, Košice) je slovenský fotbalový útočník, v současnosti působí v klubu FC Košice. Mimo Slovensko působil jako hráč v Rakousku, Francii, Polsku a Česku. Zde působil ve Viktorii Plzeň, ale neprosadil se a nastoupil pouze k 11 soutěžním zápasům.
Mezi jeho fotbalové vzory patří Ital Alessandro Del Piero a Portugalec Cristiano Ronaldo, oblíbeným klubem je italský Juventus FC.

## Reprezentační kariéra
Nastupoval za slovenský reprezentační výběr do 21 let.